# Asaccus elisae
Asaccus elisae е вид влечуго от семейство Phyllodactylidae. Видът не е застрашен от изчезване.

## Разпространение и местообитание
Разпространен е в Ирак, Иран, Сирия и Турция.
Обитава пещери и долини.

## Описание
Популацията на вида е стабилна.